# K.u.k. Kundschaftsdienst
Der k.u.k Kundschaftdienst im Kriege hatte den Zweck, jene für die Kriegsführung belangreichen Verhältnisse beim Feind festzustellen, die sich dem rein militärischen Aufklärungsdienst entzogen.
Das Evidenzbüro, zuvor Evidenzbureau, war die Bezeichnung der Zentrale des militärischen Nachrichtendienstes der österreichisch-ungarischen Monarchie.

## Aufgaben

### Offensiver Kundschaftsdienst
- Am engeren Kriegsschauplatz war der Kundschaftsdienst Teil des Aufklärungsdienstes.
- Im übrigen feindlichen Staatsgebiet waren die Aufgaben:
  - Feststellung von Nachschüben zur Armee,
  - Entwicklung von Ersatz- und Neuformationen,
  - Zustand von Befestigungen und Verkehrswegen,
  - Stimmung der Bevölkerung,
  - aktuelle Ressourcenverhältnisse.
- Feststellung des Grades der Unterstützung in Staaten die mit dem Feind sympathisierten oder in irgendwie unterstützten.

### Defensiver Kundschaftsdienst
- Systematische Verbreitung falscher Nachrichten. Z.B. durch feindliche Spione sowie in in- und ausländische Zeitungen
- Aufdeckung der gleichartigen feindlichen Tätigkeit.